# Liczba wodna
Liczba wodna jest wartością wyrażającą zdolność podłoża maściowego do trwałego emulgowania wody.
Jest to liczba gramów wody jaką, w 20°C, może związać 100g substancji, tworząc trwałą emulsję. Duża liczba wodna oznacza, że dana substancja jest dobrym emulgatorem.
Liczba wodna niektórych substancji: 
- lanolina ok. 200
- wazelina ok. 10
- smalec ok. 15
- euceryna 220–ok. 300